# UNRIC
UNRIC, ang. United Nations Regional Information Centre – regionalne centrum informacji Organizacji Narodów Zjednoczonych dla Europy Zachodniej z siedzibą w Brukseli.
Centrum zostało otwarte w 2004 roku i zastąpiło 9 Centr Informacji ONZ w europejskich stolicach po podjęciu decyzji przez Zgromadzenie Ogólne ONZ.
Od 1 stycznia tegoż roku UNRIC świadczy usługi dla państw: Andora, Belgia, Cypr, Dania, Finlandia, Francja, Niemcy, Grecja, Watykan, Islandia, Irlandia, Włochy, Luksemburg, Malta, Monako, Holandia, Norwegia, Portugalia, San Marino, Hiszpania, Szwecja i Wielka Brytania. 
W pozostałych państwach należących do ONZ funkcję informacyjną dla społeczeństwa pełnią ośrodki informacyjne w stolicy danego kraju, jako United Nations Information Centre (UNIC).
UNRIC współpracuje również z instytucjami Unii Europejskiej.

## UNRIC Magazine
Magazyn publikowany co miesiąc przez UNRIC. Zawiera m.in. przegląd wydarzeń odbywających się w Europie Zachodniej, wywiad miesiąca, czy materiały dotyczące ostatnich ważnych inicjatyw ONZ.